# Pandanus drupaceus
Pandanus drupaceus är en enhjärtbladig växtart som beskrevs av Louis Marie Aubert Du Petit-Thouars. Pandanus drupaceus ingår i släktet Pandanus och familjen Pandanaceae.
Artens utbredningsområde är Mauritius. Inga underarter finns listade.